# Steirastoma thunbergii
Steirastoma thunbergii är en skalbaggsart som beskrevs av Thomson 1865. Steirastoma thunbergii ingår i släktet Steirastoma och familjen långhorningar.
Artens utbredningsområde är Uruguay. Inga underarter finns listade i Catalogue of Life.